# Axelbandet

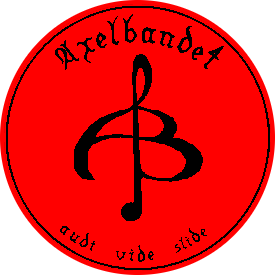
Axelbandets logo

Axelbandet är en studentorkester vid Åbo Akademi i Finland. Orkestern spelar swing, pop, jazz och rock i big band-uppsättning. Axelbandet uppträder främst i studentikosa sammanhang som vid ämnesföreningars årsfester och på studentorkesterfestivaler runtom i Norden.  
Medlemmarna i Axelbandet är studerande vid Åbos högskolor, däribland Åbo Akademi, Yrkeshögskolan Novia och Turun Yliopisto.

## Historik
Axelbandet grundades 1957 av teknologer för att spela på Kemisk-tekniska fakulteten vid Åbo Akademis laboratoriers julfester.
Axelbandet är Åbo Akademis största, bästa och enda svenskspråkiga teknologorkester. År 2017 fyllde orkestern 60 år och firade storslaget i Kåren i Åbo under Axelnatten. Axelbandet årskonsert Axelnatten ordnas årligen, på en lördag i mars så nära Axels namnsdag som möjligt. 

## Diskografi
- Svarta skivan (1960-talet)
- Vita albumet (1970)
- Audi Vide Slide (1987)
- ABCD (1996)
- W (2002)
- Axelbandet  En Applåd (2024)